# Alzateaceae
Alzateaceae is een botanische naam, voor een familie van tweezaadlobbige planten. Een familie onder deze naam wordt pas de laatste tijd erkend door systemen van plantentaxonomie, waaronder het APG-systeem (1998) en het APG II-systeem (2003).
Het gaat om een heel kleine familie van één of twee soorten, die voorkomen in Zuid-Amerika.

## Geslachten[1]
- Alzatea Ruiz & Pav.